# Lipotriches argentifrons
Lipotriches argentifrons là một loài Hymenoptera trong họ Halictidae. Loài này được Smith mô tả khoa học năm 1862.